# Kōtarō Arima
Kōtarō Arima (jap. 有馬 幸太郎, Arima Kōtarō; * 3. September 2000 in Ibaraki) ist ein japanischer Fußballspieler.

## Karriere
Kōtarō Arima erlernte das Fußballspielen in der Jugendmannschaft des Kashima Antlers. Der Club aus Kashima spielte in der höchsten Liga des Landes, der J1 League. Hier unterschrieb er im Februar 2019 auch seinen ersten Profivertrag. Anfang 2020 wurde er an den Tochigi SC aus Utsunomiya ausgeliehen. Der Verein spielte in der zweiten Liga, der J2 League. Für Tochigi absolvierte er 42 Ligaspiele. Nach Vertragsende bei den Antlers wechselte er am 1. Februar 2022 zum Drittligaaufsteiger Iwaki FC. Am Ende der Saison feierte er mit dem Verein aus Iwaki die Meisterschaft und den Aufstieg in die zweite Liga. Für Iwaki bestritt er insgesamt 75 Ligaspiele. Hierbei erzielte er 17 Tore. Im Januar 2025 wechselte er zum ebenfalls in der zweiten Liga spielenden Ōita Trinita.

## Erfolge
Iwaki FC
- Japanischer Drittligameister: 2022  ▲